# Stanislav Weinlich
Stanislav Weinlich (* 24. července 1930) byl český a československý generál ČSLA, politik Komunistické strany Československa, poslanec Sněmovny lidu Federálního shromáždění za normalizace.

## Biografie
K roku 1976 se profesně uvádí jako příslušník ČSLA. Základní vojenskou službu absolvoval v letech 1951-1953. Potom působil na postu výchovného náčelníka 3. pevnostního praporu v Pohořelicích. Po roce přešel na nadřízené velitelství 8. pěší brigády do Rajhradu a stal se instruktorem politického oddělení. V roce 1955 se stal instruktorem politického oddělení na velitelství 16. střelecké divize v Brně. Od roku 1957 působil coby inspektor (od roku 1959 starší inspektor) u politické správy velitelství 2. vojenského okruhu v Trenčíně. V roce 1960 přešel na post zástupce náčelníka (od roku 1961 náčelníka) oddělení stranickoorganizační práce okruhové politické správy. V letech 1964-1965 absolvoval nejvyšší ročník Vojenské politické akademie Klementa Gottwalda v Praze, kterou předtím od roku 1961 studoval dálkově. Následně se stal náčelníkem politického oddělení 19. motostřelecké divize v Plzni. Od roku 1968 pracoval na Hlavní politické správě v Praze, kde vedl politickoorganizační oddělení. V roce 1969 byl vyslán do přípravné školy pro studium v zahraničí a pak studoval na Vojenské akademii Generálního štábu ozbrojených sil SSSR K. J. Vorošilova v Moskvě. Po návratu ze studií nastoupil roku 1971 jako zástupce velitele pro bojovou přípravu u 14. tankové divize v Prešově a roku 1972 převzal velení této divize. 1. října 1974 byl povýšen na generálmajora a následně jmenován náčelníkem štábu – 1. zástupce velitele Východního vojenského okruhu v Trenčíně. Koncem roku 1975 převzal velení 1. armády v Příbrami, kde působil do roku 1977. Následně byl z této funkce odvolán a přešel k Vojenské politické akademii Klementa Gottwalda do Bratislavy, kde vykonával funkci zástupce náčelníka pro učební a vědeckou činnost, od roku 1979 coby zástupce náčelníka pro učební činnost. Do zálohy odešel koncem roku 1989.
Byl aktivní i politicky. XV. sjezd KSČ ho zvolil kandidátem Ústředního výboru KSČ. Ve volbách roku 1976 byl zvolen do Sněmovny lidu (volební obvod č. 20 – Slaný, Středočeský kraj). Ve Federálním shromáždění setrval do konce funkčního období, tedy do voleb roku 1981.